# Герб Каррегала-ду-Сала
Ге́рб Каррега́ла-ду-Са́ла — офіційний символ містечка Каррегал-ду-Сал, Португалія. Використовується як територіальний герб. У чорному щиті пурпурне виноградне гроно із золотим листям. У главі щита два золоті гранати із червоними зернинами. Щит увінчує срібна мурована містечкова корона з чотирма вежами.  Під щитом біла стрічка, на якій великими літерами напис португальською: «vila de Carregal do Sal» (містечко Каррегал-ду-Сал).  Офіційно затверджений 21 грудня 1935 року.  

## Галерея

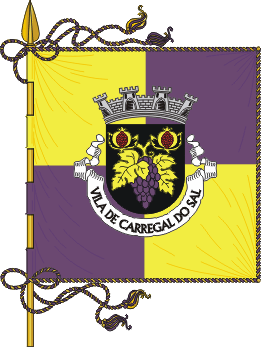
Прапор